# Elgin (Nebraska)
Elgin és una població dels Estats Units a l'estat de Nebraska. Segons el cens del 2000 tenia 735 habitants.

## Demografia
Segons el cens del 2000, Elgin tenia 735 habitants, 333 habitatges, i 208 famílies. La densitat de població era de 394,1 habitants per km².
Dels 333 habitatges en un 26,1% hi vivien nens de menys de 18 anys, en un 55,3% hi vivien parelles casades, en un 5,1% dones solteres, i en un 37,5% no eren unitats familiars. En el 35,7% dels habitatges hi vivien persones soles el 24,3% de les quals corresponia a persones de 65 anys o més que vivien soles. El nombre mitjà de persones vivint en cada habitatge era de 2,2 i el nombre mitjà de persones que vivien en cada família era de 2,88.
Per edats la població es repartia de la següent manera: un 23,9% tenia menys de 18 anys, un 5% entre 18 i 24, un 20,7% entre 25 i 44, un 21,2% de 45 a 60 i un 29,1% 65 anys o més.
L'edat mediana era de 45 anys. Per cada 100 dones de 18 o més anys hi havia 87,6 homes.
La renda mediana per habitatge era de 29.833 $ i la renda mediana per família de 38.250 $. Els homes tenien una renda mediana de 26.827 $ mentre que les dones 17.361 $. La renda per capita de la població era de 15.724 $. Aproximadament el 3,4% de les famílies i el 5,5% de la població estaven per davall del llindar de pobresa.

## Poblacions més properes
El següent diagrama mostra les poblacions més properes.